# Neomerinthe
Neomerinthe és un gènere de peixos pertanyent a la família dels escorpènids.

## Taxonomia
- Neomerinthe amplisquamiceps (Fowler, 1938)[1]
- Neomerinthe bathyperimensis (Zajonz & Klausewitz, 2002)[2]
- Neomerinthe bauchotae (Poss & Duhamel, 1991)[3]
- Neomerinthe beanorum (Evermann & Marsh, 1900)[4]
- Neomerinthe folgori (Postel & Roux, 1964)[5]
- Neomerinthe hemingwayi (Fowler, 1935)[6]
- Neomerinthe megalepis (Fowler, 1938)[1]
- Neomerinthe pallidimacula (Fowler, 1938)[1]
- Neomerinthe procurva (Chen, 1981)[7]
- Neomerinthe rotunda (Chen, 1981)[7]
- Neomerinthe rufescens (Gilbert, 1905)[8][9][10][11][12][13]